# Département de Santa Ana
Santa Ana est un département fondé en 1855 qui se trouve à l'ouest du Salvador. Son chef-lieu est Santa Ana.

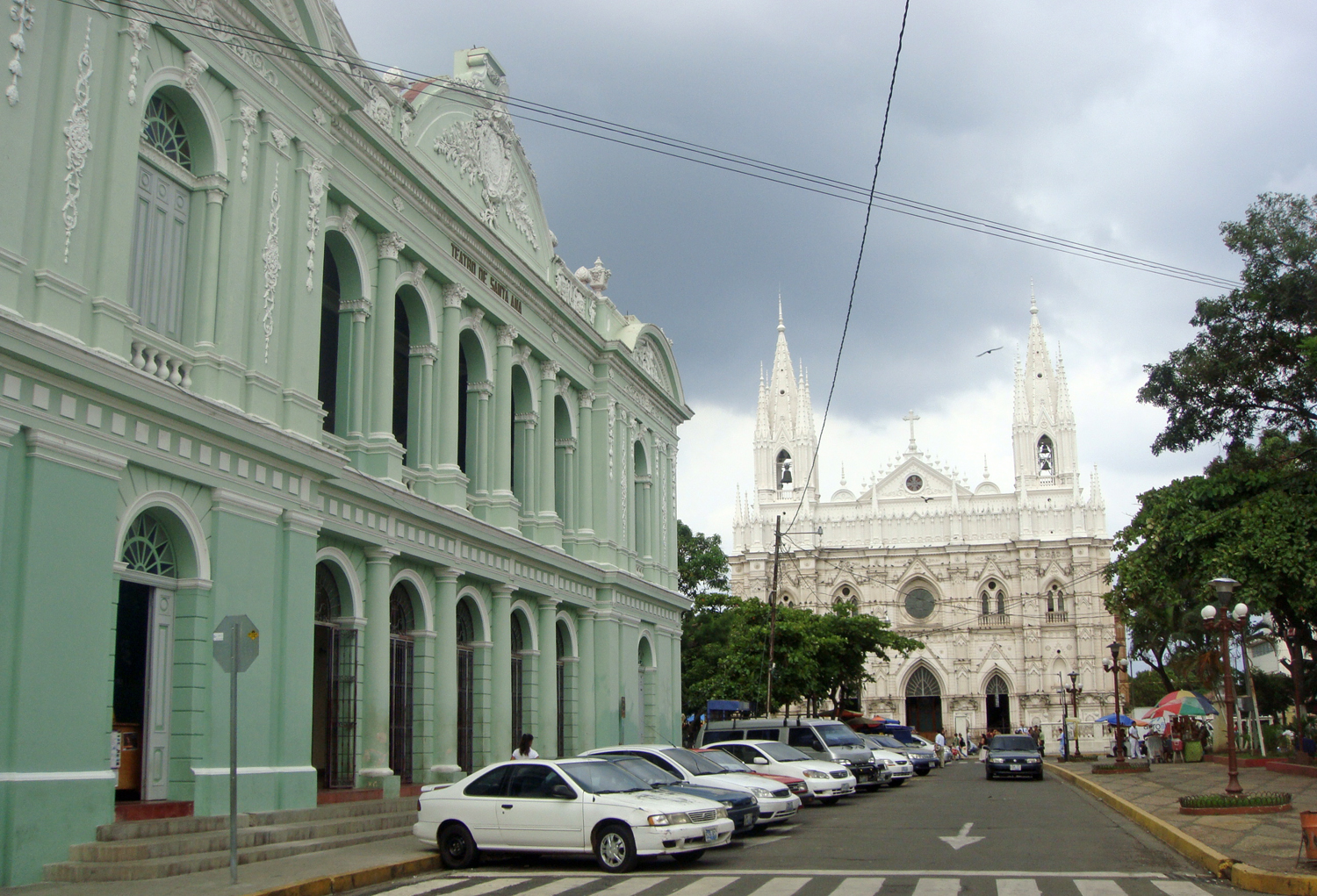

## Géographie
Le département de Santa Ana fait partie de la Zone Occidentale (en espagnol: Zona Occidental), l'une des quatre divisions géographiques du Salvador. La Zona Occidental comprend également deux autres départements, ceux d'Ahuachapán et de Sonsonate.
Avec le département d'Ahuachapán qui confine au sud de celui de Santa Ana, il est l'un des deux départements à être frontalier avec le Guatemala, pays situé à l'ouest du Salvador. 
À l'est, il jouxte deux départements de la Zone centrale, celui de La Libertad, au sud-est, et celui de Chalatenango, au nord-est.
Entièrement enclavé dans le quart nord-ouest du Salvador, il est montagneux dans sa quasi-totalité étant situé sur la Cordillère d'Apaneca où se trouvent un grand nombre de volcans dont l'Izalco et surtout le Santa Ana qui est le plus haut volcan du Salvador.

## Municipalités
1. Candelaria de la Frontera
2. Chalchuapa : municipalité où se trouvent les ruines du Tazumal et de Casa Blanca.
3. Coatepeque
4. El Congo
5. El Porvenir
6. Masahuat : D'une grande importance touristique et archéologique.
7. Metapán : Au nord du département.
8. San Antonio Pajonal
9. San Sebastián Salitrillo
10. Santa Ana : chef-lieu.
11. Santa Rosa Guachipilín
12. Santiago de la Frontera
13. Texistepeque : municipalité entre Santa Ana et Metapán.

## Informations générales
Deux grands lacs se trouvent en partie dans le département de Santa Ana. Le lac de Güija près de Metapán et le lac de Coatepeque à l'est du département. Aussi le volcan Santa Ana ou Lamatepec est situé dans ce département.
C'est aussi le centre culturel des tribus Maya-Quiche.